# Desa Sindanglaya (administrativ by i Indonesien, Jawa Barat, lat -6,58, long 107,37)
Desa Sindanglaya är en administrativ by i Indonesien.   Den ligger i provinsen Jawa Barat, i den västra delen av landet, 70 km sydost om huvudstaden Jakarta. Desa Sindanglaya ligger vid sjön Waduk Jatiluhur.